# Coppa Libertadores 1968
La Coppa Libertadores 1968 fu la nona edizione della massima manifestazione sudamericana calcistica per club. Fu vinta dall'Estudiantes.

## Ottavi di finale

### Gruppo 1 Argentina, Colombia
27.01 Independiente Avellaneda - Estudiantes La Plata 2:4

04.02  Millonarios Bogotà - Independiente Avellaneda 1:2

07.02  Millonarios Bogotà - Estudiantes La Plata 0:1

08.02 Deportivo Cali - Independiente Avellaneda 1:0

11.02 Deportivo Cali - Estudiantes La Plata 1:2

14.02  Millonarios Bogotà - Deportivo Cali 4:2

17.02 Estudiantes La Plata - Deportivo Cali 3:0

18.02 Independiente Avellaneda -  Millonarios Bogotà 3:1

21.02 Estudiantes La Plata -  Millonarios Bogotà 0:0

22.02 Independiente Avellaneda - Deportivo Cali 1:1

28.02 Deportivo Cali -  Millonarios Bogotà 1:0

29.02 Estudiantes La Plata - Independiente Avellaneda 2:0
- Spareggio qualificazione:

06.03 Independiente Avellaneda - Deportivo Cali 3:2
| Club                     | G | V | N | P | Pti | GF | GS |
| ------------------------ | - | - | - | - | --- | -- | -- |
| Estudiantes La Plata     | 6 | 5 | 1 | 0 | 11  | 12 | 3  |
| Independiente Avellaneda | 6 | 2 | 1 | 3 | 5   | 8  | 10 |
| Deportivo Cali           | 6 | 2 | 1 | 3 | 5   | 6  | 10 |
| Millonarios Bogotà       | 6 | 1 | 1 | 4 | 3   | 6  | 9  |

### Gruppo 2 Bolivia, Perù
24.01 Always Ready La Paz - Universitario Lima 0:3

24.01 Jorge Wilstermann Cochabamba - Sporting Cristal Lima 0:1

28.01 Always Ready La Paz - Sporting Cristal Lima 1:4

28.01 Jorge Wilstermann Cochabamba - Universitario Lima 0:0

04.02 Jorge Wilstermann Cochabamba - Always Ready La Paz 3:0

15.02 Universitario Lima - Sporting Cristal Lima 1:1

19.02 Sporting Cristal Lima - Jorge Wilstermann Cochabamba 2:0

22.02 Universitario Lima - Jorge Wilstermann Cochabamba 5:1

24.02 Sporting Cristal Lima - Always Ready La Paz 1:1

27.02 Universitario Lima - Always Ready La Paz 6:0

02.03 Sporting Cristal Lima - Universitario Lima 2:2

03.03 Always Ready La Paz - Jorge Wilstermann Cochabamba 0:1 tav
Always Ready La Paz
| Club                         | G | V | N | P | Pti | GF | GS |
| ---------------------------- | - | - | - | - | --- | -- | -- |
| Universitario Lima           | 6 | 3 | 3 | 0 | 9   | 17 | 4  |
| Sporting Cristal Lima        | 6 | 3 | 3 | 0 | 9   | 11 | 5  |
| Jorge Wilstermann Cochabamba | 6 | 2 | 1 | 3 | 5   | 5  | 8  |
| Always Ready La Paz          | 6 | 0 | 1 | 5 | 1   | 2  | 18 |

### Gruppo 3 Cile, Ecuador
04.02  Emelec Guayaquil - Nacional Quito 0:0

11.02 Nacional Quito - Universidad Católica Santiago 2:1

11.02  Emelec Guayaquil - Universidad de Chile Santiago 2:1

18.02  Emelec Guayaquil - Universidad Católica Santiago 1:2

18.02 Nacional Quito - Universidad de Chile Santiago 3:1

21.02 Universidad Católica Santiago - Universidad de Chile Santiago del Cile 3:2

24.02 Universidad Católica Santiago - Nacional Quito 2:0

24.02 Universidad de Chile Santiago -  Emelec Guayaquil 0:0

27.02 Universidad Católica Santiago -  Emelec Guayaquil 1:1

27.02 Universidad de Chile Santiago - Nacional Quito 1:0

02.03 Universidad de Chile Santiago - Universidad Católica Santiago 1:2

03.03 Nacional Quito -  Emelec Guayaquil 0:1
| Club                          | G | V | N | P | Pti | GF | GS |
| ----------------------------- | - | - | - | - | --- | -- | -- |
| Universidad Católica Santiago | 6 | 4 | 1 | 1 | 9   | 11 | 7  |
| Emelec Guayaquil              | 6 | 2 | 3 | 1 | 7   | 5  | 4  |
| Nacional Quito                | 6 | 2 | 1 | 3 | 5   | 5  | 6  |
| Universidad de Chile Santiago | 6 | 1 | 1 | 4 | 3   | 6  | 10 |

### Gruppo 4 Paraguay, Uruguay
02.02 Peñarol Montevideo - Nacional Montevideo 1:0

02.02 Guaraní Asunción - Libertad Asunción 2:0

06.02 Nacional Montevideo - Guaraní Asunción 2:2

07.02 Peñarol Montevideo - Libertad Asunción 4:0

10.02 Nacional Montevideo - Libertad Asunción 4:0

12.02 Peñarol Montevideo - Guaraní Asunción 2:0

16.02 Libertad Asunción - Guaraní Asunción 1:1

16.02 Nacional Montevideo - Peñarol Montevideo 0:0

20.02 Libertad Asunción - Peñarol Montevideo 1:0

21.02 Guaraní Asunción - Nacional Montevideo 2:1

24.02 Guaraní Asunción - Peñarol Montevideo 1:1

25.02 Libertad Asunción - Nacional Montevideo 0:2
| Club                | G | V | N | P | Pti | GF | GS |
| ------------------- | - | - | - | - | --- | -- | -- |
| Peñarol Montevideo  | 6 | 3 | 2 | 1 | 8   | 8  | 2  |
| Guaraní Asunción    | 6 | 2 | 3 | 1 | 7   | 8  | 7  |
| Nacional Montevideo | 6 | 2 | 2 | 2 | 6   | 9  | 5  |
| Libertad Asunción   | 6 | 1 | 1 | 4 | 3   | 2  | 13 |

### Gruppo 5 Brasile, Venezuela
21.01 Galicia Caracas - Portugués Caracas 2:0

21.01 Náutico Recife - Palmeiras San Paolo 1:3

27.01 Portugués Caracas - Náutico Recife 1:1

31.01 Galicia Caracas - Náutico Recife 2:1

04.02 Galicia Caracas - Palmeiras San Paolo 1:2

07.02 Portugués Caracas - Palmeiras San Paolo 1:2

11.02 Náutico Recife - Galicia Caracas 1:0

14.02 Náutico Recife - Portugués Caracas 3:2
- I due punti vennero assegnati al Portugues in quanto il Nautico fece due sostituzioni.

18.02 Palmeiras San Paolo - Galicia Caracas 2:0

22.02 Palmeiras San Paolo - Portugués Caracas 3:0

03.03 Palmeiras San Paolo - Náutico Recife 0:0

03.03 Portugués Caracas - Galicia Caracas 1:0
| Club                | G | V | N | P | Pti | GF | GS |
| ------------------- | - | - | - | - | --- | -- | -- |
| Palmeiras San Paolo | 6 | 5 | 1 | 0 | 11  | 12 | 3  |
| Portugués Caracas   | 6 | 2 | 1 | 3 | 5   | 5  | 11 |
| Náutico Recife      | 6 | 1 | 2 | 3 | 4   | 7  | 8  |
| Galicia Caracas     | 6 | 2 | 0 | 4 | 4   | 5  | 7  |

## Quarti di finale

### Gruppo 1
14.03 Universitario Lima - Estudiantes La Plata 1:0

21.03 Universitario Lima - Independiente Avellaneda 0:3

28.03 Independiente Avellaneda - Estudiantes La Plata 1:2

04.04 Estudiantes La Plata - Independiente Avellaneda 1:0

09.04 Estudiantes La Plata - Universitario Lima 1:0

11.04 Independiente Avellaneda - Universitario Lima 3:0
| Club                     | G | V | N | P | Pti | GF | GS |
| ------------------------ | - | - | - | - | --- | -- | -- |
| Estudiantes La Plata     | 4 | 3 | 0 | 1 | 6   | 4  | 2  |
| Independiente Avellaneda | 4 | 2 | 0 | 2 | 4   | 7  | 3  |
| Universitario Lima       | 4 | 1 | 0 | 3 | 2   | 1  | 7  |

### Gruppo 2
16.03 Portugués Caracas - Peñarol Montevideo 0:3

17.03  Emelec Guayaquil - Sporting Cristal Lima 0:2

20.03  Emelec Guayaquil - Peñarol Montevideo 0:1

20.03 Portugués Caracas - Sporting Cristal Lima 1:1

24.03  Emelec Guayaquil - Portugués Caracas 2:0

25.03 Sporting Cristal Lima - Peñarol Montevideo 0:0

28.03 Sporting Cristal Lima - Portugués Caracas 2:0

31.03 Peñarol Montevideo - Portugués Caracas 4:0

01.04 Sporting Cristal Lima -  Emelec Guayaquil 1:1

04.04 Peñarol Montevideo -  Emelec Guayaquil 1:0

10.04 Peñarol Montevideo - Sporting Cristal Lima 1:1

10.04 Portugués Caracas -  Emelec Guayaquil 2:0
| Club                  | G | V | N | P | Pti | GF | GS |
| --------------------- | - | - | - | - | --- | -- | -- |
| Peñarol Montevideo    | 6 | 4 | 2 | 0 | 10  | 10 | 1  |
| Sporting Cristal Lima | 6 | 2 | 4 | 0 | 8   | 7  | 3  |
| Emelec Guayaquil      | 6 | 1 | 1 | 4 | 3   | 3  | 7  |
| Portugués Caracas     | 6 | 1 | 1 | 4 | 3   | 3  | 12 |

### Gruppo 3
13.03 Universidad Católica Santiago - Guaraní Asunción 4:1

17.03 Guaraní Asunción - Universidad Católica Santiago 3:1

21.03 Palmeiras San Paolo - Universidad Católica Santiago 4:1

24.03 Guaraní Asunción - Palmeiras San Paolo 2:0

31.03 Universidad Católica Santiago - Palmeiras San Paolo 0:1

04.04 Palmeiras San Paolo - Guaraní Asunción 2:1
| Club                          | G | V | N | P | Pti | GF | GS |
| ----------------------------- | - | - | - | - | --- | -- | -- |
| Palmeiras San Paolo           | 4 | 3 | 0 | 1 | 6   | 7  | 4  |
| Guaraní Asunción              | 4 | 2 | 0 | 2 | 4   | 7  | 7  |
| Universidad Católica Santiago | 4 | 1 | 0 | 3 | 2   | 6  | 9  |

- Racing Avellaneda accede direttamente alle semifinali in quanto campione in carica.

## Semifinali
Estudiantes La Plata - Racing Avellaneda 3:0 e 0:2, spareggio 1:1 
- Nota: passò il turno l'Estudiantes per miglior differenza reti nelle prime due gare.

Palmeiras San Paolo - Peñarol Montevideo 1:0 e 2:1

## Finale
Estudiantes La Plata - Palmeiras San Paolo 2:1 e 1:3, spareggio 2:0
2 maggio 1968 La Plata Estadio La Plata (?)

Estudiantes La Plata - Palmeiras San Paolo 2:1

Arbitro: Marino (Uruguay)

Marcatori: 0:1 Servílio?, 1:1 Verón 83, 2:1 Flores 87

Club Estudiantes de La Plata: Poletti, Fucceneco, Spadaro, Madero, Malbernat, Pachamé, Carlos Bilardo, Flores, Ribaudo (Lavezzi), Conigliaro, Verón.

Sociedade Esportiva Palmeiras: Valdir de Moraes, Geraldo da Silva, Baldochi, Osmar, Gilberto, Ademir da Guía, Dudú, Suingue, Tupãzinho, Servílio, Rinaldo.
7 maggio 1968 San Paolo Estádio do Pacaembú (?)

Palmeiras San Paolo - Estudiantes La Plata 3:1(1:0)

Arbitro: Massaro (Cile)

Marcatori: 1:0 Tupãzinho 10, 2:0 Reinaldo 54, 3:0 Tupãzinho 68, 3:1 Verón 72

Sociedade Esportiva Palmeiras: Valdir de Moraes, Escalera, Baldochi, Osmar, Ferrari, Ademir da Guía, Dudú, Servílio (China), Tupãzinho, Rinaldo, Suingue.

Club Estudiantes de La Plata: Poletti, Spadaro, Madero, Fucceneco, Pachamé, Malbernat, Carlos Bilardo, Ribaudo, Flores (Togneri), Conigliaro, Verón.
16 maggio 1968 Montevideo Estadio Centenario (?)

Estudiantes La Plata - Palmeiras San Paolo 2:0(1:0)

Arbitro: Orozco (Perù)

Marcatori: 1:0 Ribaudo 13, 2:0 Verón 82

Club Estudiantes de La Plata: Poletti, Aguirre Suárez, Madero, Malbernat, Pachamé, Medina, Carlos Bilardo, Flores, Ribaudo, Conigliaro, Verón.

Sociedade Esportiva Palmeiras: Valdir de Moraes, Escalera, Baldochi, Osmar, Ademir da Guía, Ferrari, Suingue, Dudú, Tupãzinho, Servílio (China), Rinaldo.